# Dendrite (fractale)
Pour les articles homonymes, voir Dendrite.
Le terme de dendrite s'applique à un certain type de croissance fractale, de par leur ressemblance aux dendrites biologiques

## Modélisations informatiques
Avec l'avènement de l'informatique, de nombreux scientifiques ont cherché à reproduire informatiquement des croissances dendritiques. Parmi eux, Thomas Witten et Leonard Sander, deux mathématiciens américains des années 1980, établirent un modèle qui désormais porte leur nom.

### Modèle de Witten et Sander

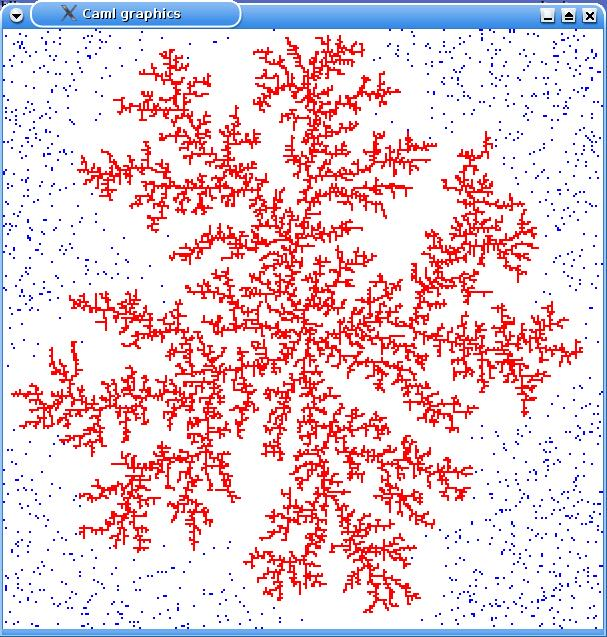
Dendrite créée informatiquement, selon le modèle de Witten et Sander.

Ce modèle se fonde essentiellement sur les dendrites de cuivre que l'on observe après une électrolyse d'une solution contenant des ions cuivre.

Dans cette expérience, les ions se déplacent aléatoirement dans la solution, et lorsqu'un des ions passe à proximité de l'électrode, celui-ci se transforme, via une réaction d'oxydo-réduction, en cuivre solide, et se colle à l'électrode, la faisant grossir. Ce processus aboutit à la création de dendrites métalliques centrées sur l'électrode.
Witten et Sander se sont inspirés de cette réalité pour créer leur modèle, dont voici les principales caractéristiques :
- Un point central fixe
- Des particules mobiles se déplaçant aléatoirement
- Les chocs entre les éléments mobiles sont ignorés
- Si une particule mobile passe à proximité d'un point fixe, la particule s'y fixe
- On adopte généralement un espace cylindrique, ou sphérique, de sorte que les particules mobiles sortant d'un côté de l'espace de travail y rentrent du côté opposé
- La simulation se termine lorsque toutes les particules mobiles se sont immobilisées.

On comprendra aisément que cette simulation ne peut donner de bons résultats qu'avec des paramètres cohérents : les ions cuivre ne disposent pas d'une solubilité infinie, et, par conséquent, le nombre d'ions par unité de volume est majoré. C'est pourquoi une simulation effectuée dans un petit espace, avec un grand nombre de particules mobiles, ne peut correspondre à la réalité, et ne peut donc donner des résultats acceptables.
Le principal avantage de cet algorithme est la simplicité de sa mise en œuvre, et sa complexité linéaire (ce qui signifie, grossièrement, qu'il s'exécute dans un temps très raisonnable).

### Influence du maillage
|  |  |

Le maillage détermine la façon dont on autorise les particules à se mouvoir. Le maillage standard est le maillage carré. À chaque mouvement de la particule, on considère qu'elle peut se déplacer soit en haut, soit à droite, soit en bas, soit à gauche. Cela fait donc quatre mouvements possibles.
Un des travaux de Witten et Sander fut de montrer, à travers leurs simulations, que le maillage n'influait pas sur les résultats des simulations : Que l'on utilise un maillage carré avec quatre mouvements possibles, un maillage hexagonal avec six mouvements possibles, etc., la figure finale aura toujours une dimension fractale de 5/3 ≈ 1,67.

### Inconvénients du modèle de Witten et Sander
En réalité, il y a souvent formation simultanée de plusieurs amas distincts, qui, éventuellement, au bout d'un certain temps, se rejoignent les uns les autres. En effet, notre premier modèle ignore les interactions entre les particules libres. Pourtant, les particules interagissent entre elles et, selon le type de particules, se repoussent, s'attirent et parfois, se combinent entre elles. En général, plus l'amas est gros, plus il est attracteur. Ainsi, des amas secondaires peuvent se former et rien ne s'oppose à ce qu'ils dépassent en taille l'amas principal. Pour cette raison, un modèle fondé sur l'électrolyse de l'eau n'est pas universel, car il comporte un unique point attracteur, alors que dans la nature, il existe de nombreuses situations ou plusieurs agrégats se forment en même temps.

### Modèle colloïdal
Un deuxième modèle envisageable repose sur la prise en compte des collisions entre particules.
Caractéristiques :
- Des particules mobiles se déplaçant aléatoirement.
- Lorsque deux particules entrent en collision, elles fusionnent pour former un amas de deux particules.
- Lorsque deux amas entrent en collision, ils fusionnent pour former un amas comprenant toutes les particules des deux amas d'origines. Il en va de même si une particule rentre en collision avec un amas.
- On adopte généralement un espace cylindrique, ou sphérique, de sorte que les particules ou les amas sortant d'un côté de l'espace de travail y rentrent du côté opposé.
- Par choix, la simulation se termine lorsqu'il ne reste qu'un unique amas, regroupant toutes les particules initiales.

Ce modèle, s'il est plus universel, a l'inconvénient d'être plus complexe. Sa mise en œuvre est donc plus ardue, et son exécution plus lente.

## Expériences

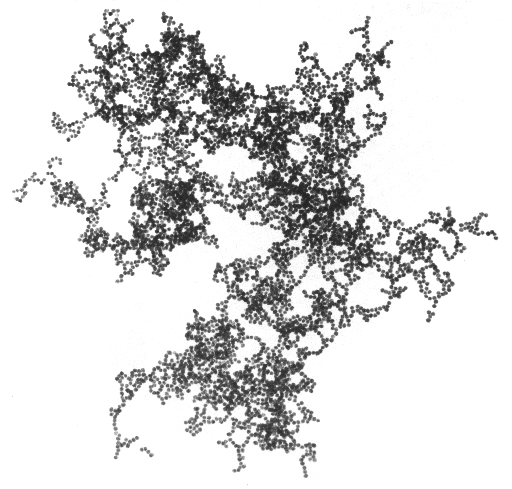
Colloïdes d'or vus au microscope

De telles fractales peuvent être observées, par exemple :
- En injectant, à l'aide d'une seringue, de l'eau dans du plâtre solidifié, ou dans de la boue[2].
- En réalisant une électrolyse d'une solution de cuivre : Autour de l'électrode de cuivre, se formeront des dendrites de cuivre métallique.
- En observant, au microscope électronique, une feuille d'or. Les formations observées sont appelées colloïdes d'or.